# Zebegény
Zebegény (in slovacco Zebegíň) è un comune dell'Ungheria di 1.207 abitanti (dati 2001) situato nella contea di Pest, nell'Ungheria settentrionale. 
Il centro abitato, stretto tra il Danubio e i monti del gruppo del Börzsöny ricoperti di foreste, diviso in due da un fiumiciattolo, è dominato dalla chiesa in stile neoromanico-transilvano dell'architetto e storico dell'arte transilvano Károly Kós.
Abitato fin da epoca preistorica (resti di insediamento fortificato sul monte del Calvario), utilizzato come sede di strutture militari per il controllo del Limes da parte dello Stato di Roma (resti archeologici in varie località, compreso l'eremo ripestre di San Michele a Dömös), nel medioevo è insediamento slavo (il nome è di origine slava) e ungherese. Ripopolato dopo le guerre turco-imperiali per il controllo dell'Ungheria con svevi del Danubio, oggi conserva una piccola presenza di germanofoni.

## Monumenti e luoghi d'interesse

### Architetture religiose
- Chiesa della Madonna della Neve, opera del 1910 di Károly Kós con ciclo di affreschi di Aladár Körösfői-Kriesch dedicati ai santi Elena e Costantino.
- Cappella rupestre, con facciata e cancellata in ferro del 1938
- Cappella della Via Crucis, Via Crucis, e monumento ai caduti e della rimembranza del trattato di Trianon opera di Géza Maróti, architetto (1875 – 1941)
- Museo storico della navigazione "Vince Farkas"

### Architetture civili
- Casa-museo di István Szőnyi, artista (1894 – 1960) poi residente a Roma
- Gruppo di case contadine in stile svevo e slovacco, restaurate dalla moglie del conte László Károlyi, a cui si deve anche la creazione negli anni '30 del XX secolo di una "Società dei girasoli" per l'aiuto dei bambini poveri
- Villa Károly
- Villa Maróti
- Villa Dőry
- Vecchio mulino dei Fischer
- Scuola d'arte estiva
- Ponte della ferrovia, fine XIX secolo, opera di maestranze friulane

### Altro
- Lungo Danubio panoramico